# 安妃
安妃，古代中国、越南妃嫔封号。

## 封為安妃者

### 中國
- 宋代安妃

1. 明节皇后，原封安妃，宋徽宗追赠皇后。

- 明代安妃

1. 郑安妃，明太祖妃。
2. 杨安妃，明英宗妃。
3. 沈安妃，明世宗妃。
4. 高安妃，明世宗妃。
5. 钱安妃，明穆宗妃。